# Bobsleeën op de Olympische Winterspelen 1936

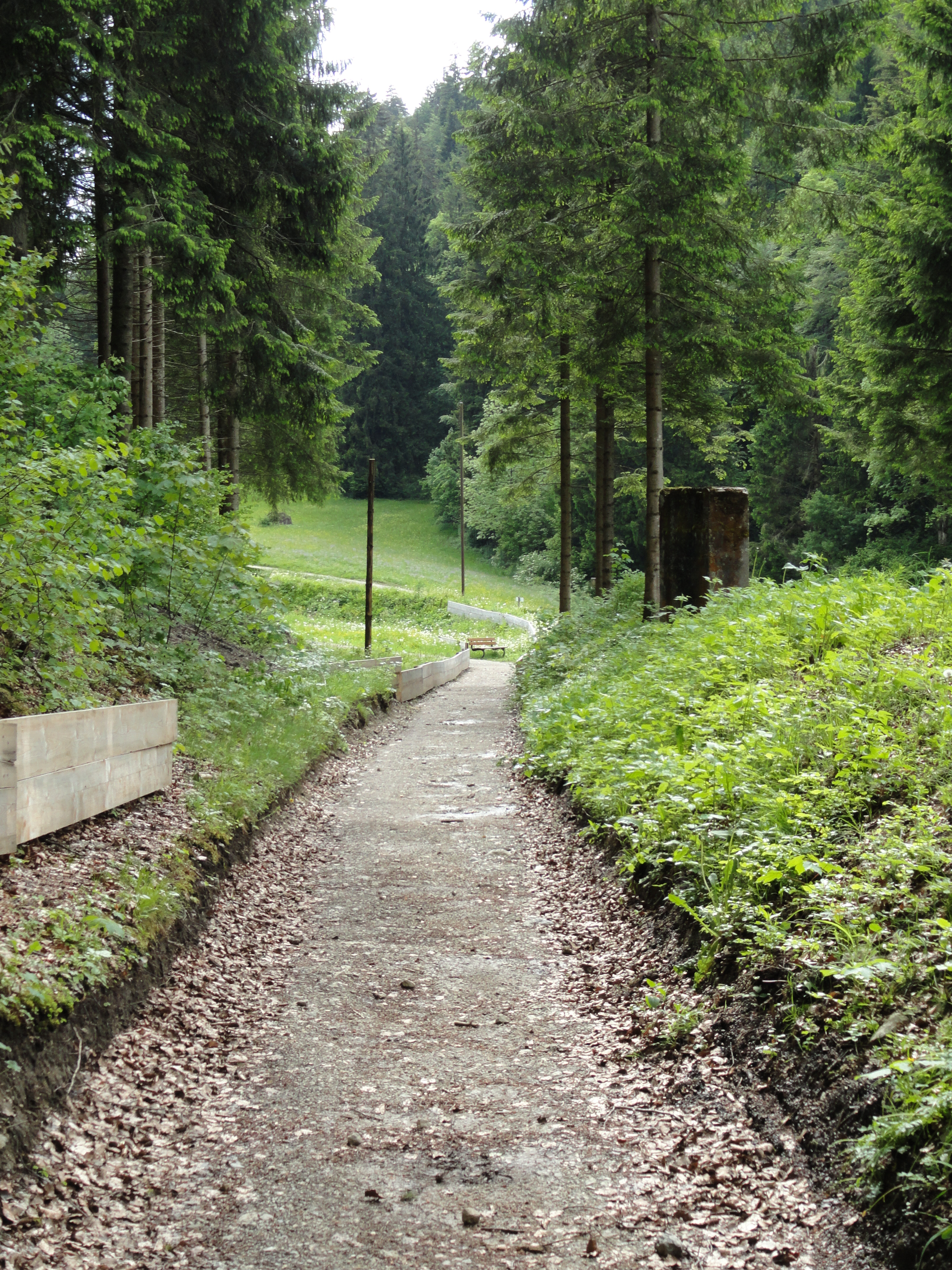
de bobsleebaan in Rießersee

Bobsleeën is een van de sporten die beoefend werden tijdens de Olympische Winterspelen 1936 in Garmisch-Partenkirchen.

## Heren

### 2-mansbob
| rang   | sporter(s)                       | land     | tijd    |
| ------ | -------------------------------- | -------- | ------- |
| Goud   | Ivan Brown Alan Washbond         | USA - I  | 5:29.29 |
| Zilver | Fritz Feierabend Joseph Beerli   | SUI - II | 5:30.64 |
| Brons  | Gilbert Colgate Richard Lawrence | USA - II | 5:33.96 |
| 4      | Frederick McEvoy James Cardno    | GBR - I  | 5:40.25 |
| 5      | Hanns Kilian Herman von Valta    | GER - I  | 5:42.01 |
| 6      | Fritz Grau Albert Brehme         | GER - II | 5:44.71 |
| 7      | Reto Capadrutt Charles Bouvier   | SUI - I  | 5:46.23 |
| 8      | René Lunden Eric de Spoelberch   | BEL - I  | 5:46.28 |
| 9      | Max Houben Martial van Schelle   | BEL - II | 5:47.32 |
| 10     | Willem Gevers Sam Dunlop         | NED - I  | 5:48.11 |

### 4-mansbob
| rang   | sporter(s)                                                         | land     | tijd    |
| ------ | ------------------------------------------------------------------ | -------- | ------- |
| Goud   | Pierre Musy Arnold Gartmann Charles Bouvier Joseph Beerli          | SUI - II | 5:19.85 |
| Zilver | Reto Capadrutt Hans Aichele Fritz Feierabend Hans Bütikofer        | SUI - I  | 5:22.73 |
| Brons  | Frederick McEvoy James Cardno Guy Dugdale Charles Patrick Green    | GBR - I  | 5:23.41 |
| 4      | Hubert Stevens Crawford Merkel Robert Martin John Shene            | USA - I  | 5:24.13 |
| 5      | Max Houben Martial van Schelle Louis De Ridder Paul Graeffe        | BEL - II | 5:28.92 |
| 6      | Francis Tyler James Bickford Richard Lawrence Max Bly              | USA - II | 5:29.00 |
| 7      | Hanns Kilian Sebastian Huber Fritz Schwarz Hermann von Valta       | GER - I  | 5:29.07 |
| 8      | René Lunden Eric de Spoelberch Philippe de Pret Roose Gaston Braun | BEL - I  | 5:29.82 |

## Medaillespiegel
| rang | land             | goud | zilver | brons | totaal |
| ---- | ---------------- | ---- | ------ | ----- | ------ |
| 1    | Zwitserland      | 1    | 2      | 0     | 3      |
| 2    | Verenigde Staten | 1    | 0      | 1     | 2      |
| 3    | Groot-Brittannië | 0    | 0      | 1     | 1      |
|      |                  | 2    | 2      | 2     | 6      |